# Десетобој
Десетобој или декатлон је атлетски вишебој (десет дисциплина) за мушкарце уведен као атлетска дисциплина 1884. године у САД. У програм Летњих олимпијских игара десетобој је први пут увршћен у Стокхолму 1912. Догађаји се одржавају два узастопна дана, а победници се одређују комбинованим учинком у свему. Учинак се оцењује на основу бодовног система у свакој дисциплини, а не на основу постигнуте позиције. У десетобоју се такмиче углавном мушки спортисти, док се атлетичарке обично такмиче у седмобоју.
Такмичење у десетобоју се одржава два дана по следећем распореду:
- први дан: 100 м, скок удаљ, бацање кугле, скок увис, 400 м
- други дан: 110 м препоне, бацање диска, скок мотком, бацање копља, 1.500 м

Традиционално, титулу „Највећег атлете света” добија онај који победи у десетобоју. Ово је почело када је Густав V из Шведске рекао Џиму Торпу: „Господине, ви сте највећи атлетичар на свету“ након што је Торп победио у десетобоју на Олимпијским играма у Стокхолму 1912. године. Догађај је сличан петобоју одржаваном на Олимпијским играма у древној Грчкој, и такође сличан такмичењу под називом „свеукупно“, које је одржавано на Аматерском првенству Сједињених Држава 1884. године. Још један вишебој одржан је на Летњим олимпијским играма 1904. године. Савремени десетобој се први пут појавио на Играма 1912.

## Рекорди у десетобоју
Према специјалним таблицама Међународне атлетске федерација (ИААФ), резултати се претварају у бодове и сабирају. Победник је атлетичар са највећим бројем бодова.
Светски рекорди се званично воде од 1922. године.

## Континентални рекорди у десетобоју
(стање 18. новембар 2024)
|     | Резултат | Атлетичар                           | Датум рођења      | Држава           | Место                  | Датум               |
| --- | -------- | ----------------------------------- | ----------------- | ---------------- | ---------------------- | ------------------- |
| СР  | 9.126    | Кевин Мајер                         | 10. фебруар 1992. | Француска        | Таланс, Француска      | 16. септембар 2018. |
| ОР  | 9.018    | Демијен Ворнер                      | 4. новембар 1989. | Канада           | Токио, Јапан           | 5. август 2021.     |
| ЕР  | 9.126    | Кевин Мајер                         | 10. фебруар 1992. | Француска        | Таланс, Француска      | 16. септембар 2018. |
| САР | 9.045    | Ештон Итон                          | 21. јануар 1988.  | Сједињене Државе | Пекинг, Кина           | 29. август 2015.    |
| ЈАР | 8.393    | Карлос Чинин                        | 3. мај 1985.      | Бразил           | Сао Пауло, Бразил      | 8. јун 2013.        |
| АФР | 8.521    | Ларби Бурада                        | 10. мај 1988.     | Алжир            | Рио де Жанеиро, Бразил | 18. август 2016.    |
| АЗР | 8.725    | Дмитри Карпов                       | 23. јул 1981.     | Казахстан        | Атина, Грчка           | 24. август 2004.    |
| ОКР | 8.649    | Ешли Молони                         | 13. март 2000.    | Аустралија       | Токио, Јапан           | 5. август 2021.     |
| РС  | 8.275    | Михаил Дудаш АК Војводина, Нови Сад | 1. новембар 1989. | Србија           | Москва, Русија         | 11. август 2013.    |

| Десетобој     | Резултати по појединачним дисциплинама приликом обарања рекорда | Резултати по појединачним дисциплинама приликом обарања рекорда | Резултати по појединачним дисциплинама приликом обарања рекорда | Резултати по појединачним дисциплинама приликом обарања рекорда | Резултати по појединачним дисциплинама приликом обарања рекорда |
| Десетобој     | Светски рекорд - Кевин Мајер                                    | Светски рекорд - Кевин Мајер                                    |                                                                 | Рекорд Србије - Михаил Дудаш                                    | Рекорд Србије - Михаил Дудаш                                    |
| Дисциплине    | Резултат                                                        | Поена                                                           |                                                                 | Резултат                                                        | Поена                                                           |
| ------------- | --------------------------------------------------------------- | --------------------------------------------------------------- | --------------------------------------------------------------- | --------------------------------------------------------------- | --------------------------------------------------------------- |
| 100 м         | 10,55 с                                                         | 963                                                             |                                                                 | 10,67 с                                                         | 935                                                             |
| скок удаљ     | 7,80 м                                                          | 1.010                                                           |                                                                 | 7,51 м                                                          | 937                                                             |
| бацање кугле  | 16,00 м                                                         | 851                                                             |                                                                 | 13,45 м                                                         | 695                                                             |
| скок увис     | 2,05 м                                                          | 850                                                             |                                                                 | 1,96 м                                                          | 767                                                             |
| 400 м         | 48,42 с                                                         | 889                                                             |                                                                 | 47,73 с                                                         | 922                                                             |
| 110 м препоне | 13,75 с                                                         | 1.007                                                           |                                                                 | 14,59 с                                                         | 900                                                             |
| бацање диска  | 50,54 м                                                         | 882                                                             |                                                                 | 44,06 м                                                         | 748                                                             |
| скок мотком   | 5,45 м                                                          | 1.051                                                           |                                                                 | 4,90 м                                                          | 880                                                             |
| бацање копља  | 71,90 м                                                         | 918                                                             |                                                                 | 59,06 м                                                         | 724                                                             |
| 1.500 м       | 4:36,11 мин                                                     | 705                                                             |                                                                 | 4:26,62 мин                                                     | 767                                                             |
| Укупно        |                                                                 | 9.126                                                           |                                                                 |                                                                 | 8.275                                                           |

## Списак 15 десетобојаца са најбољим резултатима
(15 десетобојаца са најбољим резултатима у десетобоју свих времена, стање на дан 18. новембар 2024.)
| Ранг | Бодови | Атлетичар       | Националност         | Место, Држава             | Датум               |
| ---- | ------ | --------------- | -------------------- | ------------------------- | ------------------- |
| 1.   | 9.126  | Кевин Мајер     | Француска            | Таланс, Француска         | 16. септембар 2018. |
| 2.   | 9.045  | Ештон Итон      | Сједињене Државе     | Пекинг, Кина              | 29. август 2015.    |
| 3.   | 9.026  | Роман Шебрле    | Чешка                | Гецис, Аустрија           | 27. мај 2001.       |
| 4.   | 9.018  | Демијен Ворнер  | Канада               | Токио, Јапан              | 5. август 2021.     |
| 5.   | 8.994  | Томаш Дворжак   | Чешка                | Праг, Чехословачка        | 4. јул 1999.        |
| 6.   | 8.961  | Лео Нојгебауер  | Немачка              | Јуџин, САД                | 6. јун 2024.        |
| 7.   | 8.909  | Пирс Лепаж      | Канада               | Будимпешта, Мађарска      | 26. август 2023.    |
| 8.   | 8.891  | Дан О’Брајен    | Сједињене Државе     | Таланс, Француска         | 9. септембар 1992.  |
| 9.   | 8.867  | Герет Скантлинг | Сједињене Државе     | Фејетвил, САД             | 7. мај 2022.        |
| 10.  | 8.832  | Брајан Клеј     | Сједињене Државе     | Јуџин, САД                | 30. јун 2008.       |
| 11.  | 8.815  | Ерки Нол        | Естонија             | Едмонтон, Канада          | 7. август 2001.     |
| 12.  | 8.811  | Дејли Томпсон   | Уједињено Краљевство | Штутгарт, Западна Немачка | 28. август 1986.    |
| 13.  | 8.796  | Маркус Рот      | Норвешка             | Париз, Француска          | 3. август 2024.     |
| 14.  | 8.790  | Треј Харди      | Сједињене Државе     | Берлин, Немачка           | 20. август 2009.    |
| 15.  | 8.784  | Том Папас       | Сједињене Државе     | Пало Алто, САД            | 22. јун 2003.       |

## Олимпијски победници
- Стокхолм 1912. —  Џим Торп  Сједињене Државе, 8412,955
- Антверпен 1920. —  Хелге Левланд  Норвешка, 6804,355
- Париз 1924. —  Харолд Озборн  Сједињене Државе, 7710,775
- Амстердам 1928. —  Паво Ирјела  Финска, 8053
- Лос Анђелес 1932. —  Џим Бауш  Сједињене Државе, 8462,23
- Берлин 1936. —  Глен Морис  Сједињене Државе, 7.900
- Лондон 1948. —  Роберт Матајас  Сједињене Државе, 7.139
- Хелсинки 1952. —  Роберт Матајас  Сједињене Државе, 7.887
- Мелбурн 1956. —  Милтон Кембел  Сједињене Државе, 7.937
- Рим 1960. —  Рафер Џонсон  Сједињене Државе, 8.392
- Токио 1964. —  Вили Холдорф  Уједињени тим Немачке, 7887
- Мексико Сити 1968. —  Бил Томеј  Сједињене Државе, 8193
- Минхен 1972. —  Николај Авилов  Совјетски Савез, 8.454 СР / ОР
- Монтреал 1976. —  Брус Џенер  Сједињене Државе, 8.618 СР / ОР
- Москва 1980. —  Дејли Томпсон  Уједињено Краљевство, 8.495
- Лос Анђелес 1984. —  Дејли Томпсон  Уједињено Краљевство, 8.798 (8.847 СР по старим таблицама)
- Сеул 1988. —  Кристијан Шенк  Источна Немачка, 8.488
- Барселона 1992. —  Роберт Змелик  Чешка, 8.611
- Атланта 1996. —  Дан О’Брајен  Сједињене Државе, 8.824
- Сиднеј 2000. —  Ерки Нол  Естонија, 8.641
- Атина 2004. —  Роман Шебрле  Чешка, 9.026 СР / ОР
- Пекинг 2008. —  Брајан Клеј  Сједињене Државе, 8.791
- Лондон 2012. —  Ештон Итон  Сједињене Државе, 8.869
- Рио де Жанеиро 2016. —  Ештон Итон  Сједињене Државе, 8.893
- Токио 2020. — Демијан Ворнер  Канада, 9.018
- Париз 2024. — Маркус Рот,  Норвешка, 8.796

## Победници светских првенстава
- Хелсинки 1983. —  Дејли Томпсон  Уједињено Краљевство, 8.666
- Рим 1987. —  Торстен Фос  Источна Немачка, 8.680
- Токио 1991. —  Дан О’Брајен  Сједињене Државе, 8.812 СР
- Штутгарт 1993. —  Дан О’Брајен  Сједињене Државе, 8.817 СР
- Гетеборг 1995. —  Дан О’Брајен  Сједињене Државе, 8.695
- Атина 1997. —  Томаш Дворжак  Чешка, 8.837 СР
- Севиља 1999. —  Томаш Дворжак  Чешка, 8.744
- Едмонтон 2001. —  Томаш Дворжак  Чешка, 8.902 СР
- Париз 2003. —  Том Папас  Сједињене Државе, 8.750
- Хелсинки 2005. —  Брајан Клеј  Сједињене Државе, 8.732
- Осака 2007. —  Роман Шебрле  Чешка, 8.676
- Берлин 2009. —  Треј Харди  Сједињене Државе, 8.790
- Тегу 2011. —  Треј Харди  Сједињене Државе, 8.607
- Москва 2013. —  Ештон Итон  Сједињене Државе, 8.809
- Пекинг 2015. —  Ештон Итон  Сједињене Државе, 9.045 СР
- Лондон 2017. —  Кевин Мајер  Француска, 8.768
- Доха 2019. —  Никлас Каул  Немачка, 8.691
- Јуџин 2022. —  Кевин Мајер  Француска, 8.816
- Будимпешта 2023. —  Пирс Лапаж  Канада, 8.909

## Десетобој за жене
На великим првенствима, женски еквивалент десетобоју је седмобој са седам атлетских дисциплина (100 метара препоне, скок увис, бацање кугле, 200 метара, скок удаљ, бацање копља и 800 метара). Пре 1981. вишебојке су се такмичиле у петобоју са пет дисциплина. Међутим, 2001. године ИААФ (сада Светска атлетика) је одобрила бодовне табеле за женски десетобој. Актуелна светска рекордерка је Аустра Скујите из Литваније, са 8.358 сакупљених поена. Поред Скујите, преко 8.000 поена сакупиле су и Џордан Греј (САД) са 8.246 поена (2021) и Мари Колонвил (Француска) са 8.150 поена (2004).
Женске дисциплине се разликују од мушких на исти начин као и за самосталне дисциплине: кугла, диск и копље су мање тежине, а у трци на 100 метара са препонама користе се ниже препоне. Коришћене табеле бодова су исте као и за седмобој у заједничким дисциплинама. У неким такмичењима у десетобоју за жене, распоред се разликује од мушког десетобоја, при чему се такмичења на терену мењају између првог и другог дана. Ово правило је првобитно уведено да би се избегли сукоби у распореду када се мушка и женска такмичења у десетобоју одвијају истовремено, међутим до 2024. правило је ревидирано како би се омогућило вођење женског десетобоја по редоследу мушких дисциплина.
Инаугурационо Светско првенство у десетобоју за жене користило је редослед такмичења за мушкарце.

## Једносатни десетобој
Једносатни десетобој је егзибиционо такмичење где десетобојци морају да започну последњу од десет дисциплина (трку на 1.500 м) у року од шездесет минута од почетка прве дисциплине (трке на 100 м). Светски рекордер у једносатном десетобоју је чешки десетобојац Роберт Змелик, који је на митингу у Острави 1992. сакупио 7.897 поена.